# Pierre-Charles-Victor Vincent
Pour les articles homonymes, voir Vincent.
Pierre-Charles-Victor Vincent, né le 29 avril 1749 à Neufchâtel-en-Bray, mort le 11 juin 1817 dans la même ville, est un homme de loi et un homme politique français.

## Biographie
Fils de Charles-Nicolas Vincent, avocat à Neufchâtel et bailli de Dancourt, et de Catherine Doubt, il est homme de loi avant la Révolution française.
La monarchie constitutionnelle, mise en place par la constitution du 3 septembre 1791, prend fin à l'issue de la journée du 10 août 1792 : les bataillons de fédérés bretons et marseillais et les insurgés des faubourgs de Paris prennent le palais des Tuileries.
En septembre 1792, Pierre-Charles-Victor Vincent, alors administrateur de district à Neufchâtel, est élu député du département de la Seine-Inférieure, le septième sur seize, à la Convention nationale. 
Il siège sur les bancs de la Gironde. Lors du procès de Louis XVI, il vote « la détention, puis le bannissement de Louis et de sa famille quand la nation le jugera à propos », et se prononce en faveur de l'appel au peuple et du sursis à l'exécution de la peine. En avril 1793, il vote en faveur de la mise en accusation de Jean-Paul Marat. En mai, il vote en faveur du rétablissement de la Commission des Douze. 
En octobre, après le rapport de Jean-Pierre-André Amar, au nom du Comité de sûreté générale, il est décrété d'arrestation pour avoir signé la protestation contre les journées du 31 mai et du 2 juin. Le 29 nivôse an II (18 janvier 1794), il écrit, avec plusieurs de ses codétenus, à Maximilien de Robespierre : ils le remercient de s'être opposé à leur déferrement devant le tribunal révolutionnaire, lui assurent qu'ils ont été « trompés et égarés » et le prient d'appuyer leur retour à la Convention. Ils sont libérés et réintégrés à leur poste le 18 frimaire an III (8 décembre 1794). 
En brumaire an IV (octobre 1795), sous le Directoire, Pierre-Charles-Victor Vincent est élu député au Conseil des Anciens. Il est tiré au sort pour quitter le Conseil le 1er prairial an V (20 mai 1797).